# Boudnib
Boudnib oder auch Boudenib (Zentralatlas-Tamazight ⴱⵓⴷⵏⵉⴱ Budnib; arabisch بودنيب) ist eine Kleinstadt mit etwa 13.500 Einwohnern in der Provinz Errachidia in der Region Drâa-Tafilalet im Süden Marokkos.

## Lage und Klima
Boudnib liegt am im Hohen Atlas entspringenden, aber meist ausgetrockneten Oued Guir in der von Steinwüsten (hammada) geprägten Landschaft Südmarokkos in einer Höhe von ca. 950 m. Die Stadt Errachidia liegt ca. 88 km (Fahrtstrecke) westlich; die Oasenstadt Figuig etwa 230 km östlich. Das Klima ist meist heiß und trocken; Regen (ca. 120 mm/Jahr) fällt – wenn überhaupt – übers ganze Jahr verteilt.

## Bevölkerung
| Jahr      | 1994  | 2004  | 2014   | 2024   |
| Einwohner | 8.294 | 9.867 | 11.373 | 13.411 |

Die Sesshaftwerdung von Nomaden einerseits sowie die Zuwanderung von Menschen aus den Dörfern des kargen Südens andererseits führen zu einem anhaltenden Bevölkerungswachstum.

## Geschichte und Wirtschaft
Boudnib war ein von Dattelpalmen bestandener Rastplatz für Nomaden, bevor die Franzosen hier um das Jahr 1920 eine Garnison stationierten. Die Kleinstadt lebt einerseits vom immer noch in der Umgebung stationierten Militär, andererseits von den hier Rast machenden Bussen und LKWs.

## Sehenswürdigkeiten
Boudnib ist eine Rast-, Reparatur- und Militärstation an der Nationalstraße 10 und verfügt außer einem von den Franzosen errichteten Stadttor über keine historisch oder kulturell bedeutsamen Sehenswürdigkeiten. Auf einer Anhöhe im Süden der Stadt erheben sich die Ruinen des Borj Sud. Etwa 14 km nordwestlich bei Tazouguert befindet sich das mehrere Kilometer lange Höhlensystem der Kef Aziza (32° 1′ 46″ N, 3° 47′ 17″ W).